# Grégoire le Décapolite

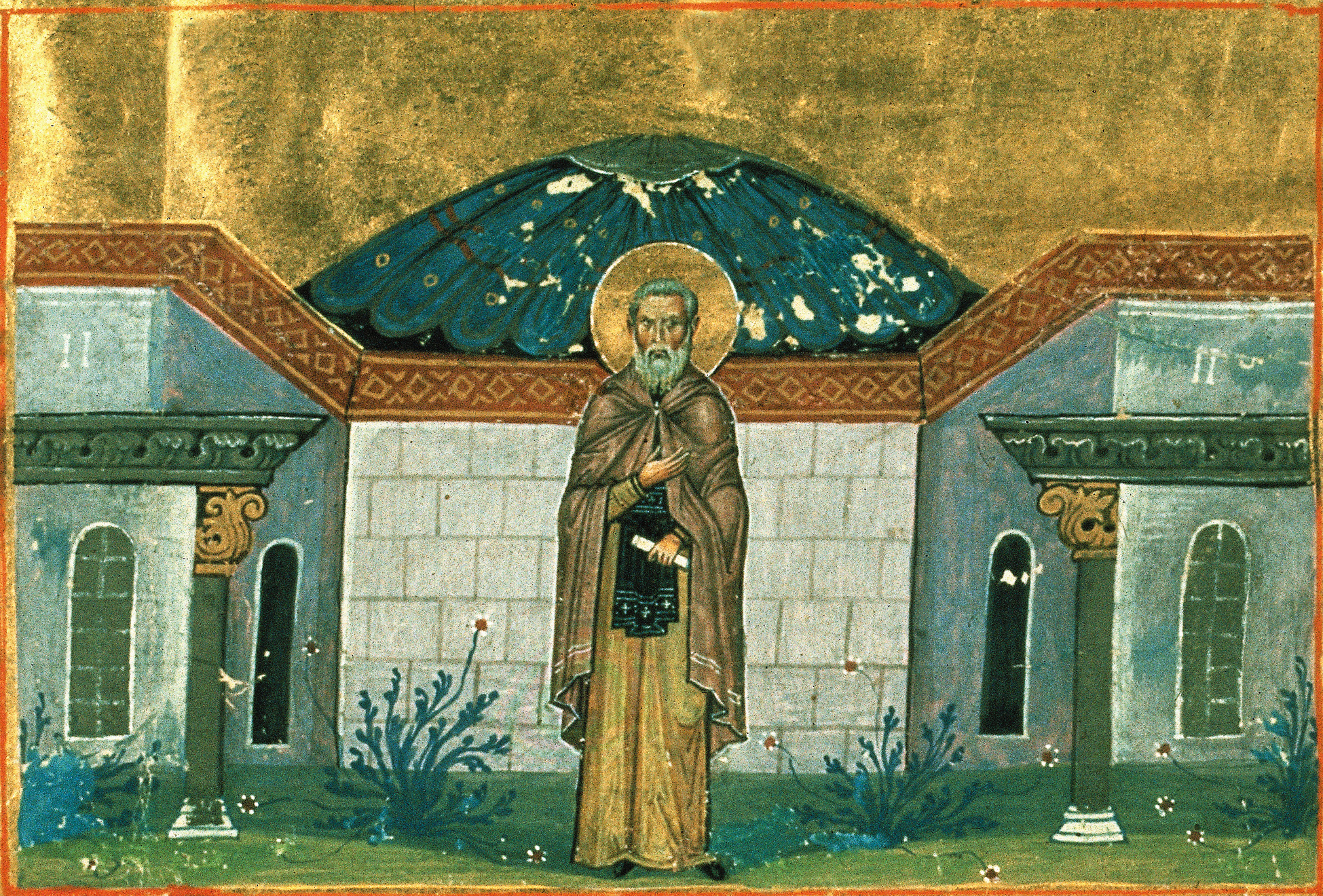
Grégoire le Décapolite, Ménologe de Basile II.

Grégoire le Décapolite (en grec Γρηγόριος Δεκαπολίτης) est un religieux byzantin qui a vécu au début du IXe siècle et est mort le 20 novembre 842, célèbre pour avoir défendu le culte des icônes pendant la deuxième période iconoclaste (815-843). C'est un saint catholique et orthodoxe, fêté le 20 novembre. Sa Vie a été écrite juste après sa mort par Ignace le Diacre.

## Vie
Il est né à la fin du VIIIe siècle, à une date indéterminée, à Irénopolis, ville de la Décapole d'Isaurie  (en) (actuelle localité d'Aşaği Īrnebol, près de Görmeli). Sa mère Marie était très pieuse. Il se serait consacré à l'étude des Saintes Écritures dès l'âge de huit ans. 
Parvenu à l'âge nubile, ses parents voulant le marier, il se serait enfui de leur domicile. Il commença alors une vie errante. Il passa d'abord quatorze mois dans un monastère de son pays natal, et ensuite se retira un temps dans une grotte. Puis il traversa l'Asie Mineure et séjourna un moment dans un autre monastère près d'Éphèse, et un peu plus tard dans un établissement du mont Olympe de Bithynie. 
Ensuite il se rendit à Constantinople, sur l'île de Proconnèse, puis à travers la Thrace et la Macédoine jusqu'à Thessalonique où il séjourna un temps près de l'église Saint-Ménas. Reprenant son bâton de pèlerin, il se dirigea ensuite vers Corinthe, puis fit la traversée jusqu'à Reggio de Calabre, séjourna à Rome, Syracuse, Otrante. 
Dans les années 830, il était de retour à Thessalonique, où il noua une relation d'amitié avec le jeune Joseph l'Hymnographe, alors moine du monastère Tou Latomou. Tous deux partirent vers 840 pour Constantinople, où ils s'installèrent dans l'église Saint-Antipas, foyer d'iconodules. Grégoire avait alors aussi un autre disciple qui s'appelait Jean l'Isaurien, originaire de la même région que lui. 
En 841, Joseph fut envoyé à Rome avec un message des iconodules pour le pape Grégoire IV, mais il fut capturé par des pirates musulmans et incarcéré en Crète. Il fut libéré contre rançon et revint à Constantinople, mais son maître Grégoire y était mort avant son retour. Son décès intervint quatre mois avant le rétablissement du culte des images dans l'Empire byzantin.

## Culte
Son culte se répandit peu après sa mort. Ses deux disciples Joseph et Jean l'implantèrent à Constantinople, et Joseph fonda quelques années plus tard, dans la capitale, un monastère qu'il dédia à la fois à l'apôtre Barthélemy, dont il possédait une relique, et à Grégoire le Décapolite. Il composa un canon en son honneur. Ignace le Diacre écrivit sa Vie. 
Après la conquête de Constantinople par les Turcs en 1453, les reliques de Grégoire le Décapolite furent transportées en Valachie. En 1498, Barbu Craiovescu les racheta pour une somme considérable, et les plaça dans l'église principale du monastère de Bistritsa qu'il fonda près de la ville de Râmnicu Vâlcea, où elles sont restées jusqu'à nos jours.

### Liens
- Ressource relative à la religion :   - GCatholic.org
- Notices dans des dictionnaires ou encyclopédies généralistes :   - Deutsche Biographie
  - Treccani
- Notices d'autorité :   - VIAF
  - ISNI
  - IdRef
  - LCCN
  - GND
  - Espagne
  - Pays-Bas
  - Vatican
  - Norvège
  - Grèce
  - WorldCat